# Tecla Control
|  | Aquest article tracta sobre la tecla d'ordinador. Si cerqueu el programa de televisió, vegeu «CTRL». |

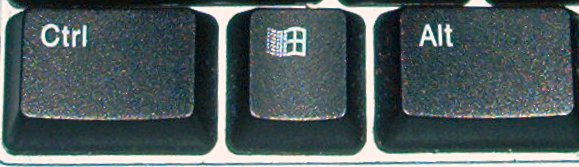
Una tecla Control (marcada com "Ctrl") en un teclat Windows

Una tecla Control és una tecla d'ordinador modificadora que, quan es prem en conjunció amb una altra tecla, realitza una operació especial (per exemple, Ctrl+Alt+Supr); com la tecla Shift, la tecla Control rarament té alguna funció quan es fa servir sola. La tecla control es troba en el cantó inferior esquerra de la majoria dels teclats. Sol representar-se amb les sigles 'Ctrl' en els teclats, però de vegades s'utilitzen en el seu lloc 'Control' o 'Ctl'.

## Notació
Hi ha diverses maneres d'expressar prémer la tecla de Control juntament amb alguna altra tecla. Cada una de les notacions mostrades signifiquen mantenir la tecla de control premuda mentre es prem la tecla x:
| ^X     | Notació tradicional. A vegades en lloc del accent circumflex s'empra el caràcter “cap de fletxa amunt” (U+2303, ⌃) |
| C-x    | Notació Emacs |
| CTRL-X | Notació Microsoft antiga                                                                                           |
| Ctrl+X | Notació Microsoft moderna                                                                                          |
| Ctrl/X | Notació OpenVMS |

Mac OS i Mac OS X utilitzen la notació tradicional en menús.

## Taula d'exemples
Diferents programes d'aplicació, interfícies d'usuari i sistemes operatius utilitzen les diferents combinacions de tecles de control per a diferents propòsits.
| Combinació de tecles                                | Microsoft Windows / KDE / GNOME                                                                   | Unix (línia d'ordres i programes que utilitzen readline)                             | Emacs (si és diferent de la línia d'ordres Unix)                         |
| --------------------------------------------------- | ------------------------------------------------------------------------------------------------- | ------------------------------------------------------------------------------------ | ------------------------------------------------------------------------ |
| Ctrl+A                                              | Selecciona tot                                                                                    | Inici de la línia                                                                    | Inici de la línia                                                        |
| Ctrl+B                                              | Negreta                                                                                           | Cap enrere un personatge                                                             | Cap enrere un personatge                                                 |
| Ctrl+C                                              | Copiar                                                                                            | Genera SIGINT (finalitza el programa)                                                | Ordre compost                                                            |
| Ctrl+D                                              | Finestra de tipus de lletra (processament de text); Afegeix a les adreces d'interès ( Navegadors) | Reenvia l'eliminació o si la línia està buida, final de l'entrada (Unix tradicional) | Reenvia l'eliminació                                                     |
| Ctrl+E                                              | Alineació del centre (processament de text)                                                       | Final de la línia                                                                    | Final de la línia                                                        |
| Ctrl+F                                              | Cerca (normalment un petit text en un document més gran)                                          | Reenvia un personatge                                                                | Reenvia un personatge                                                    |
| Ctrl+G                                              | Aneu a (número de línia)                                                                          | Bell                                                                                 | Surt - interromp l'operació actual                                       |
| Ctrl+H                                              | Substituir; Història                                                                              | Suprimeix el caràcter anterior                                                       | Tecla d'ajuda                                                            |
| Ctrl+I                                              | Cerca incremental                                                                                 | Completar la línia d'ordres                                                          | Igual que tecla Tab                                                      |
| Ctrl+J                                              | Justificar                                                                                        | Feed de línia (LFD)                                                                  | LFD (per avaluar les expressions Lisp)                                   |
| Ctrl+K                                              | Insereix un enllaç (processador de text)                                                          | Retallar ("Matar") el text entre el cursor i el final de la línia                    | Retallar ("Matar") el text entre el cursor i el final de la línia        |
| Ctrl+L                                              | Crea una llista; Alineament esquerre (processament de text)                                       | Esborra la pantalla                                                                  | Redibuixa la finestra / terminal i visualitza recentment la línia actual |
| Ctrl+M                                              | Augmenteu el marge per 1/2 polzada (processament de text)                                         | Igual que Tecla Enter                                                                | Igual que Tecla Enter                                                    |
| Ctrl+N                                              | Nou ( finestra, document, etc.)                                                                   | Línia següent (a la història)                                                        | Línia següent                                                            |
| Ctrl+O                                              | Obre                                                                                              | Sortida de flux                                                                      | Insereix una nova línia "oberta"                                         |
| Ctrl+P                                              | Imprimeix                                                                                         | Línia anterior (en la història)                                                      | Línia anterior                                                           |
| Ctrl+Q                                              | Surt de l'aplicació                                                                               | Control de flux de programari                                                        | Inserció literal                                                         |
| Ctrl+R                                              | Actualitza la pàgina; Alineació dreta (processament de text)                                      | Cerqueu enrere en la història                                                        | Cerca cap enrere                                                         |
| Ctrl+S                                              | Desa                                                                                              | Control de flux de programari                                                        | Cerca cap endavant                                                       |
| Ctrl+T                                              | Obriu la pestanya nova                                                                            | Transposició de caràcters                                                            | Transposició de caràcters                                                |
| Ctrl+U                                              | Subratllat                                                                                        | Talla el text entre l'inici de la línia i el cursor                                  | Prefix argument numèric a la següent comanda                             |
| Ctrl+V                                              | Enganxa                                                                                           | Inserció literal                                                                     | Avançar pagina                                                           |
| Ctrl+W                                              | Tanqueu la finestra o la pestanya                                                                 | Talla la paraula anterior                                                            | retallar                                                                 |
| Ctrl+X                                              | Retallar                                                                                          | Ordre compost                                                                        | Ordre compost                                                            |
| Ctrl+Y                                              | Desfer                                                                                            | Enganxa                                                                              | Enganxa                                                                  |
| Ctrl+Z                                              | Desfer                                                                                            | Suspèn el programa                                                                   | Iconificar finestra                                                      |
| Ctrl+⇧ Maj+Z                                        | Redo                                                                                              | Igual que Ctrl+Z                                                                     | Igual que Ctrl+Z                                                         |
| Ctrl+[                                              | Disminueix la mida de la font                                                                     | Igual que Esc                                                                        | Igual que Alt                                                            |
| Ctrl+]                                              | Augmenteu la mida de la font                                                                      | Igual que Esc                                                                        | Igual que Alt                                                            |
| Ctrl+=                                              | Commuta el subíndex de la font                                                                    | Igual que Esc                                                                        | Igual que Alt                                                            |
| Ctrl+⇧ Maj+= Commuta el tipus de lletra superscript | Igual que Esc                                                                                     | Igual que Alt                                                                        |                                                                          |
| Ctrl+End                                            | Inferior (final del document o finestra)                                                          | indefinit o rarament utilitzat                                                       | Inferior (final del buffer de text)                                      |
| Ctrl+Home                                           | A dalt (inici del document o finestra)                                                            | indefinit o rarament utilitzat                                                       | A dalt (inici del buffer de text)                                        |
| Ctrl+Insereix                                       | Còpia                                                                                             | indefinit o rarament utilitzat                                                       | Còpia                                                                    |
| Ctrl+PgDn                                           | Següent pestanya                                                                                  | indefinit o rarament utilitzat                                                       | Desplaça la finestra cap a la dreta                                      |
| Ctrl+PgUp                                           | Anterior pestanya                                                                                 | indefinit o rarament utilitzat                                                       | Desplaça la finestra cap a l'esquerra                                    |
| Ctrl+Tab ⇆                                          | Següent finestra o pestanya                                                                       | indefinit o rarament utilitzat                                                       | indefinit o rarament utilitzat                                           |
| Ctrl+⇧ Maj+Tab ⇆                                    | Anterior finestra o pestanya                                                                      | indefinit o rarament utilitzat                                                       | indefinit o rarament utilitzat                                           |
| Ctrl+                                               | Creix la pantalla                                                                                 | indefinit o rarament utilitzat                                                       | indefinit o rarament utilitzat                                           |
| Ctrl+-                                              | Reduir la pantalla                                                                                | indefinit o rarament utilitzat                                                       | indefinit o rarament utilitzat                                           |
| Ctrl+←                                              | Paraula anterior                                                                                  | indefinit o rarament utilitzat                                                       | Paraula anterior                                                         |
| Ctrl+→                                              | Paraula següent                                                                                   | indefinit o rarament utilitzat                                                       | Paraula següent                                                          |
| Ctrl+Suprimeix                                      | Suprimeix la següent paraula                                                                      | indefinit o rarament utilitzat                                                       | Suprimeix la següent paraula                                             |
| Ctrl+Backspace                                      | Suprimeix la paraula anterior                                                                     | indefinit o rarament utilitzat                                                       | Suprimeix la paraula anterior                                            |
| Ctrl+Alt+← Retrocés                                 | indefinit o rarament utilitzat en Windows; reinicia X11 en els escriptoris Unix-like              | indefinit o rarament utilitzat                                                       | indefinit o rarament utilitzat                                           |
| Ctrl+Alt+↑                                          | Gireu la pantalla cap a la dreta cap amunt                                                        | indefinit o rarament utilitzat                                                       | indefinit o rarament utilitzat                                           |
| Ctrl+Alt+↓                                          | Gireu la pantalla cap avall                                                                       | indefinit o rarament utilitzat                                                       | indefinit o rarament utilitzat                                           |
| Ctrl+Alt+←                                          | Gireu la pantalla cap a l'esquerra                                                                | indefinit o rarament utilitzat                                                       | indefinit o rarament utilitzat                                           |
| Ctrl+Alt+→                                          | Gireu la pantalla cap a la dreta                                                                  | indefinit o rarament utilitzat                                                       | indefinit o rarament utilitzat                                           |
| Ctrl+⇧ Maj+Esc                                      | Obre el gestor de tasques                                                                         | desconegut                                                                           | desconegut                                                               |
| [[Control-Alt-Suprimeix \| Ctrl+Alt+Del]]           | Reiniciar; Obre el gestor de tasques o les opcions de sessió                                      | indefinit o rarament utilitzat                                                       | indefinit o rarament utilitzat                                           |

Als primers jocs shooters en primera persona, la tecla Ctrl esquerra sovint s'utilitza per disparar una arma. En els jocs més nous, la clau s'utilitza sovint per agafar-se.
1. ↑  [enllaç sense format] http://pcgamer.com/anyone-who-uses-the-c-key-to-crouch-is-a-hopeless-degenerate